# Carlos Simioni
Carlos Simioni (Curitiba, PR), é um ator-pesquisador, diretor e professor de teatro brasileiro, radicado em Campinas, SP. Cofundador do Lume Teatro - Núcleo Interdisciplinar de Pesquisas Teatrais da Unicamp, desenvolve pesquisas na antropologia teatral e cultura brasileira, além de atuar na elaboração, codificação e sistematização de técnicas corpóreas e vocais para atores.

## Carreira
Simioni foi o primeiro discípulo de Luís Otávio Burnier, com quem fundou o LUME em 1985. Desde então, integrou a criação e atuação em diversas produções do grupo. Atualmente, participa dos espetáculos Kelbilim, Cravo Lírio e Rosa, Shi-Zen - Sete Cuias, Parada de Rua, Sopro, Abre-Alas, Os Bem Intencionados e Prisão para a Liberdade.
Desde 1989, é integrante do grupo internacional Vindenes Bro (Ponte dos Ventos), na Dinamarca, sob orientação de Iben Nagel Rasmussen, do Odin Teatret. No grupo, desenvolve técnicas de treinamento para atores e participa dos espetáculos Ur-Nat e The Voices of The Windows.
Além de sua atuação no LUME, Simioni é fundador e coordenador do PATUANÚ - Núcleo de Pesquisa em Dança de Ator, um grupo itinerante de pesquisa que reúne atores e dançarinos de diversas regiões do Brasil.
Desde 2007, é professor convidado da Teaterhoyskolen Rodkild (Escola Superior de Teatro), na Dinamarca.

## Atuação internacional
Carlos Simioni ministrou cursos, apresentou espetáculos e demonstrações em diversos países, incluindo Itália, Alemanha, França, Estados Unidos, México, Colômbia, Argentina, Portugal, Inglaterra, Coreia do Norte, Noruega, Bolívia, Costa Rica, Dinamarca, Egito, Grécia, Nicarágua, Escócia, Peru, Bélgica, Israel, Espanha, Equador e Polônia.

## Direção teatral
Como diretor, Simioni esteve à frente de diversas produções, tais como:
- Cravo Lírio e Rosa (LUME), em parceria com Ricardo Puccetti;
- Prisão para a Liberdade (LUME);
- Os Anéis de Saturno (Dell'Art School - Blue Lake, Califórnia);
- Osso (Vis Cera Teatro - Blumenau, SC);
- Os Degredados Filhos de Eva (PATUANÚ - Núcleo de Pesquisa em Dança de Ator).

Também atuou como assistente de direção no espetáculo Você, dirigido por Tadashi Endo.

## Prêmios e reconhecimentos
Em 2007, recebeu o prêmio International Next Generation Fellowship Program, concedido pelo Theatre Communications Group (TCG) em Nova York.

## Colaborações e parcerias
Ao longo de sua carreira, trabalhou com renomados diretores e artistas, incluindo:
- Luís Otávio Burnier (Brasil);
- Natsu Nakajima (Japão);
- Iben Nagel Rasmussen (Dinamarca);
- Edson Bueno (Brasil);
- Anzu Furukawa (Japão/Alemanha);
- Rafael Pacheco (Brasil);
- Kaj Bredholt (Dinamarca);
- Tadashi Endo (Japão/Alemanha);
- João Luís Fiani (Brasil);
- Grace Passô (Brasil);
- Tage Larsen (Dinamarca);
- Ricardo Puccetti (Brasil).